# Ga Sadang
Ga Sadang (Tiếng Hàn: 사당역, Hanja: 舍堂驛) là ga tàu điện ngầm và ga trung chuyênằm trên Tàu điện ngầm Seoul tuyến 2 và Tàu điện ngầm vùng thủ đô Seoul tuyến 4 trải dài Sadang-dong, Dongjak-gu, Namhyeon-dong, Gwanak-gu và Bangbae-dong, Seocho-gu, Seoul. Nhà ga này là ga cuối phía Nam của Tàu điện ngầm Seoul tuyến 4 thuộc về Tổng công ty Vận tải Seoul.

## Lịch sử
- 30 tháng 6 năm 1983: Tên ga quyết định là Ga Sadang[2]
- 13 tháng 9 năm 1983: Tên ga tàu điện ngầm Seoul tuyến 4 được quyết định là Ga Sadang[3]
- 17 tháng 12 năm 1983: Việc kinh doanh bắt đầu với việc khai trương Tàu điện ngầm Seoul tuyến 2 đoạn Đại học Giáo dục Quốc Gia Seoul ~  Đại học Quốc gia Seoul[4]
- 18 tháng 10 năm 1985: Nó trở thành một trạm trung chuyển với việc khai trương đoạn Đại học Hansung ~ Sadang của Tàu điện ngầm Seoul tuyến 4[5]
- 1 tháng 4 năm 1994: Với việc mở rộng Tuyến Gwacheon và xây dựng Ga Namtaeryeong, tuyến này được mở rộng về phía Ga Ansan và được chuyển đổi thành ga trung gian, với một số chuyến tàu bắt đầu và kết thúc.
- 21 tháng 10 năm 2005: Cửa chắn đầu tiên được lắp đặt trên sân ga của Tàu điện ngầm Seoul tuyến 2.
- 20 tháng 11 năm 2009: Lắp đặt cửa chắn ở sân ga tàu điện ngầm Seoul tuyến 4
- Tháng 7 năm 2023: Bắt đầu xây dựng cửa lưới mới trên tất cả các sân ga trên Tuyến 4
- Tháng 8 năm 2023: Xóa do hết hạn hợp đồng với Bệnh viện Daehang.
- Tháng 10 năm 2023: Hoàn thiện cửa chắn mới trên tất cả các sân ga trên Tuyến 4

## Bố trí ga

### Tuyến số 2 (B2F)
| Bangbae ↑     |
| \| Vòng ngoài |
| ↓ Nakseongdae |

| Vòng ngoài | ● Tuyến 2 | ← Hướng đi Đại học Giáo dục Quốc gia Seoul · Jamsil · Seongsu · Wangsimni   |
| Vòng trong | ● Tuyến 2 | → Hướng đi Sillim · Sindorim · Văn phòng Yeongdeungpo-gu · Đại học Hongik → |

### Tuyến số 4 (B3F)
| Đại học Chongsin (Isu) ↑ |
| S/B N/B \|               |
| ↓ Namtaeryeong           |

| Hướng Bắc | ● Tuyến 4 | ← Hướng đi đại học Hansung · Danggogae · Jinjeop |
| Hướng Nam | ● Tuyến 4 | → Hướng đi Geumjeong · Sanbon · Ansan · Oido →   |

## Xung quanh nhà ga
| Lối ra \| 나가는 곳 \| Exit \| 出口 | Lối ra \| 나가는 곳 \| Exit \| 出口 |
| ----------------------------------- | --- |
| 1                                   | Bangbae 2-dong Nambusunhwan-ro |
| 2                                   | Bangbae 2-dong Bangbae Wooseong APT Bangbae Raemian |
| 3                                   | Bangbae 2-dong Bangbae Wooseong APT Bangbae Raemian APT Học viện lái xe ô tô Sadang Trung tâm Phúc lợi Cộng đồng Caritas Bangbae và Tu viện Caritas Bangbae SHville APT                                       |
| 4                                   | Namhyeon-dong Homeplus chi nhánh Namhyeon Hướng tới công viên lớn Seoul Hướng Gwacheon · Anyang |
| 5                                   | Namhyeon-dong · Trung tâm cộng đồng Namhyeon-dong |
| 6                                   | Namhyeon-dong Vườn nghệ thuật Namhyeon Bảo tàng nghệ thuật Seoul Namseoul Trường tiểu học Sadang Hiệp hội kỹ sư điện Hàn Quốc                                                                                 |
| 7                                   | Hướng tới Trung tâm cộng đồng Sadang 4-dong Trường trung học cơ sở Namseong Sadang Humansia APT Hướng Nakseongdae Chợ Gwanak                                                                                  |
| 8                                   | Sadang 1-dong |
| 9                                   | Sadang 1-dong Dongjak-daero |
| 10                                  | Sadang 1-dong Tổng công ty Điện lực Hàn Quốc Chi nhánh Gwanak Dongjak Hướng tới Ga Isu |
| 11                                  | Bangbae 2-dong · Trung tâm cộng đồng Bangbae 2-dong Trường tiểu học Isu Hướng tới Ga Isu |
| 12                                  | Bangbae 2-dong Bangbae SK Leader View Pastel Trung tâm thông tin giao thông đồn cảnh sát Bangbae |
| 13                                  | Bangbae 2-dong Dongjak-daero |
| 14                                  | Bangbae 2-dong Tòa nhà phụ của Tổng công ty Vận tải Seoul Bệnh viện Yonsei Sarang Bệnh viện Daehang Trường trung học cơ sở và trung học nữ sinh Dongdeok Trường tiểu học Banghyeon Raemian Bangbae-dong Tower |

## Thay đổi hành khách
| Năm                                                                       | Số lượng hành khách (người) | Số lượng hành khách (người) | Tổng cộng | Số hành kháchchuyển tuyến | Số hành kháchchuyển tuyến | Ghi chú |
| Năm                                                                       |                             |                             | Tổng cộng | ↔                         | ↔                         | Ghi chú |
| ------------------------------------------------------------------------- | --------------------------- | --------------------------- | --------- | ------------------------- | ------------------------- | ------- |
| 1994                                                                      | 73,995                      | 64,016                      | 138,011   |                           |                           |         |
| 1995                                                                      | 72,085                      | 56,916                      | 129,001   |                           |                           |         |
| 1996                                                                      | 71,847                      | 46,594                      | 118,441   |                           |                           |         |
| 1997                                                                      | 70,553                      | 43,546                      | 114,099   |                           |                           |         |
| 1998                                                                      | 69,823                      | 42,774                      | 112,597   |                           |                           |         |
| 1999                                                                      | —                           | —                           | —         |                           |                           |         |
| 2000                                                                      | 72,860                      | 44,910                      | 117,770   |                           |                           |         |
| 2001                                                                      | 71,060                      | 45,464                      | 116,524   |                           |                           |         |
| 2002                                                                      | 70,403                      | 48,918                      | 119,321   |                           |                           |         |
| 2003                                                                      | 73,962                      | 46,483                      | 120,445   |                           |                           |         |
| 2004                                                                      | 77,344                      | 47,532                      | 124,876   |                           |                           |         |
| 2005                                                                      | 78,974                      | 49,706                      | 128,680   |                           |                           |         |
| 2006                                                                      | 81,729                      | 52,188                      | 133,917   |                           |                           |         |
| 2007                                                                      | 83,735                      | 53,624                      | 137,359   |                           |                           |         |
| 2008                                                                      | 92,758                      | 49,469                      | 142,227   |                           |                           |         |
| 2009                                                                      | 95,173                      | 53,894                      | 149,067   | [ 6 ]                     |                           |         |
| 2010                                                                      | 90,940                      | 60,019                      | 150,959   | —                         | —                         |         |
| 2011                                                                      | 92,900                      | 60,889                      | 153,789   | —                         | —                         |         |
| 2012                                                                      | 95,614                      | 58,864                      | 154,478   | —                         | —                         |         |
| 2013                                                                      | 95,154                      | 61,542                      | 156,696   | —                         | —                         |         |
| 2014                                                                      | 96,797                      | 62,097                      | 158,894   | —                         | —                         |         |
| 2015                                                                      | 95,329                      | 60,844                      | 156,173   | —                         | —                         |         |
| 2016                                                                      | 93,494                      | 57,973                      | 151,467   | —                         | —                         |         |
| 2017                                                                      | 91,018                      | 55,350                      | 146,368   | 24,140                    | 21,920                    |         |
| 2018                                                                      | 91,263                      | 54,169                      | 145,432   | 23,687                    | 20,312                    |         |
| 2019                                                                      | 92,839                      | 56,033                      | 148,872   | 24,206                    | 22,207                    |         |
| 2020                                                                      | 66,028                      | 38,963                      | 104,991   | —                         | —                         |         |
| 2021                                                                      | 63,390                      | 37,927                      | 101,317   |                           |                           |         |
| 2022                                                                      | 74,205                      | 44,678                      | 118,883   |                           |                           |         |
| 2023                                                                      | 81,023                      | 48,910                      | 129,933   |                           |                           |         |
| Nguồn                                                                     |                             |                             |           |                           |                           |         |
| : Phòng dữ liệu Tổng công ty Vận tải Seoul : Niên giám thống kê đường sắt |                             |                             |           |                           |                           |         |

### Quá tải hành khách
Tuyến 2 và 4 không cắt nhau về hình chữ '十' mà nói chính xác thì ga Sadang trên tuyến 4 nằm ở phía bắc giao lộ nên có hình chữ 'ㅗ'. Không chỉ người dân Nowon-gu, Dobong-gu và Gangbuk-gu ở Seoul mà cả hành khách từ Ga Seoul và Tuyến Gwacheon và Tuyến Ansan cũng đổ xô đến Ga Sadang và nhiều người sử dụng Tuyến 2 để đến Gangnam. Ngoài ra, trong giờ cao điểm, có một lượng lớn người lần lượt đi Tuyến 2, Tuyến 7 và Tuyến 9 rồi chuyển sang Tuyến 4 tại Ga Đại học Chongshin (Isu) và Ga Dongjak rồi đến Ga Sadang. Đây cũng là một trong ba ga trung chuyển đông đúc nhất cùng với Ga Sindorim (1-2) và Ga Đại học Giáo dục Quốc gia Seoul (2-3). Đây là các ga trung chuyển phía Nam sông Hán dọc Tuyến 2.
Trong một cuộc khảo sát được tiến hành 2011 bởi Bộ Đất đai, Giao thông và Hàng hải thực hiện vào năm 2011 trên 92 đơn vị hành chính trên toàn quốc, báo cáo rằng ga Sadang là điểm dừng chân giao thông công cộng đông đúc thứ ba sau Ga Gangnam và Ga Jamsil. Sau nó là Ga Seolleung và Ga Sillim.
Vào tháng 12 năm 2010 nhà ga lập kỉ lục có mức tiêu thụ dữ liệu WiFi cao thứ hai trong tất cả ga Tàu điện ngầm Seoul, sau đó là Ga xe buýt tốc hành và sau đó là Ga Dongdaemun, Ga Jamsil và Ga Jongno 3-ga.

## Hình ảnh

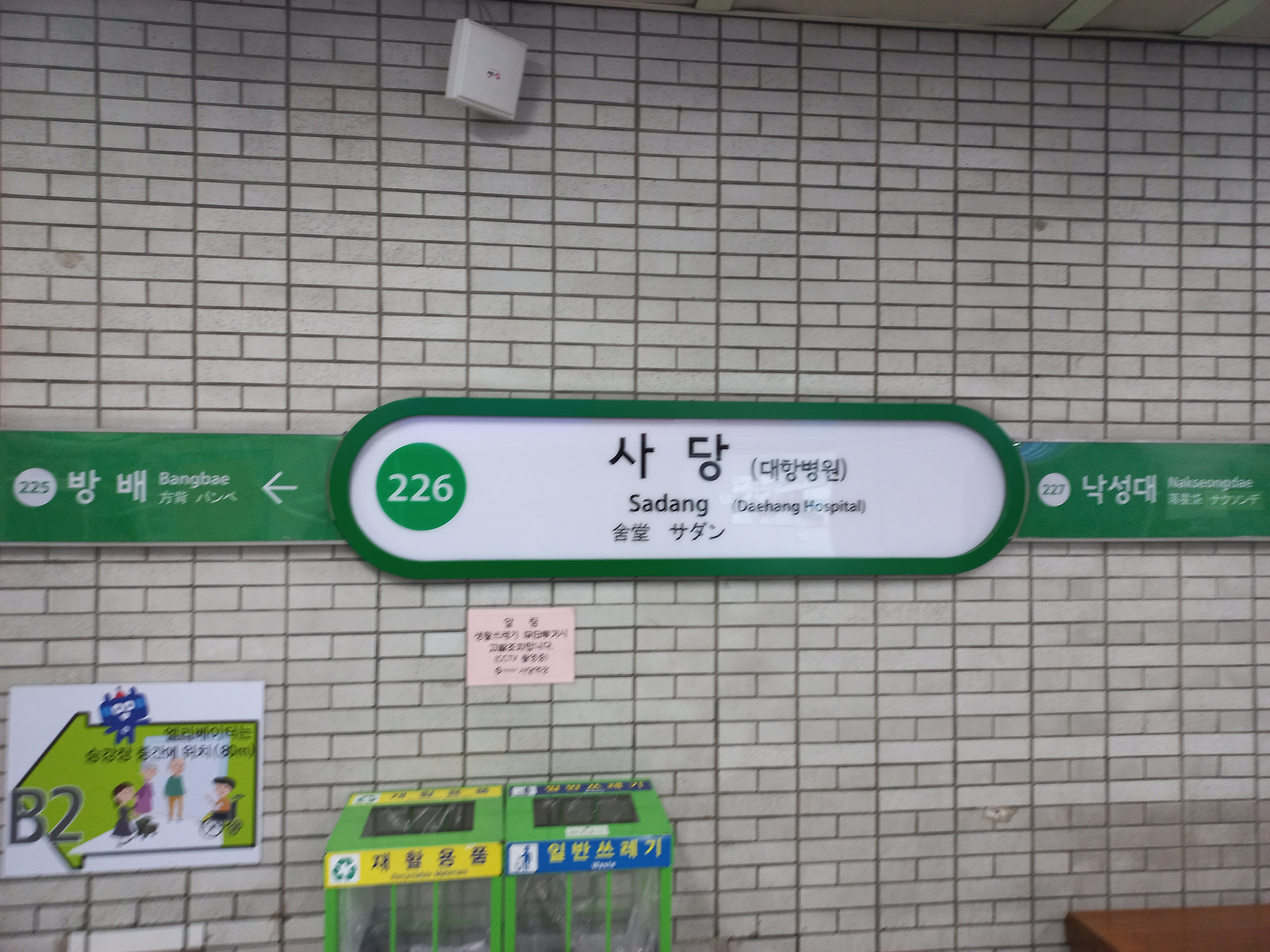
Bảng tên ga Tuyến 2
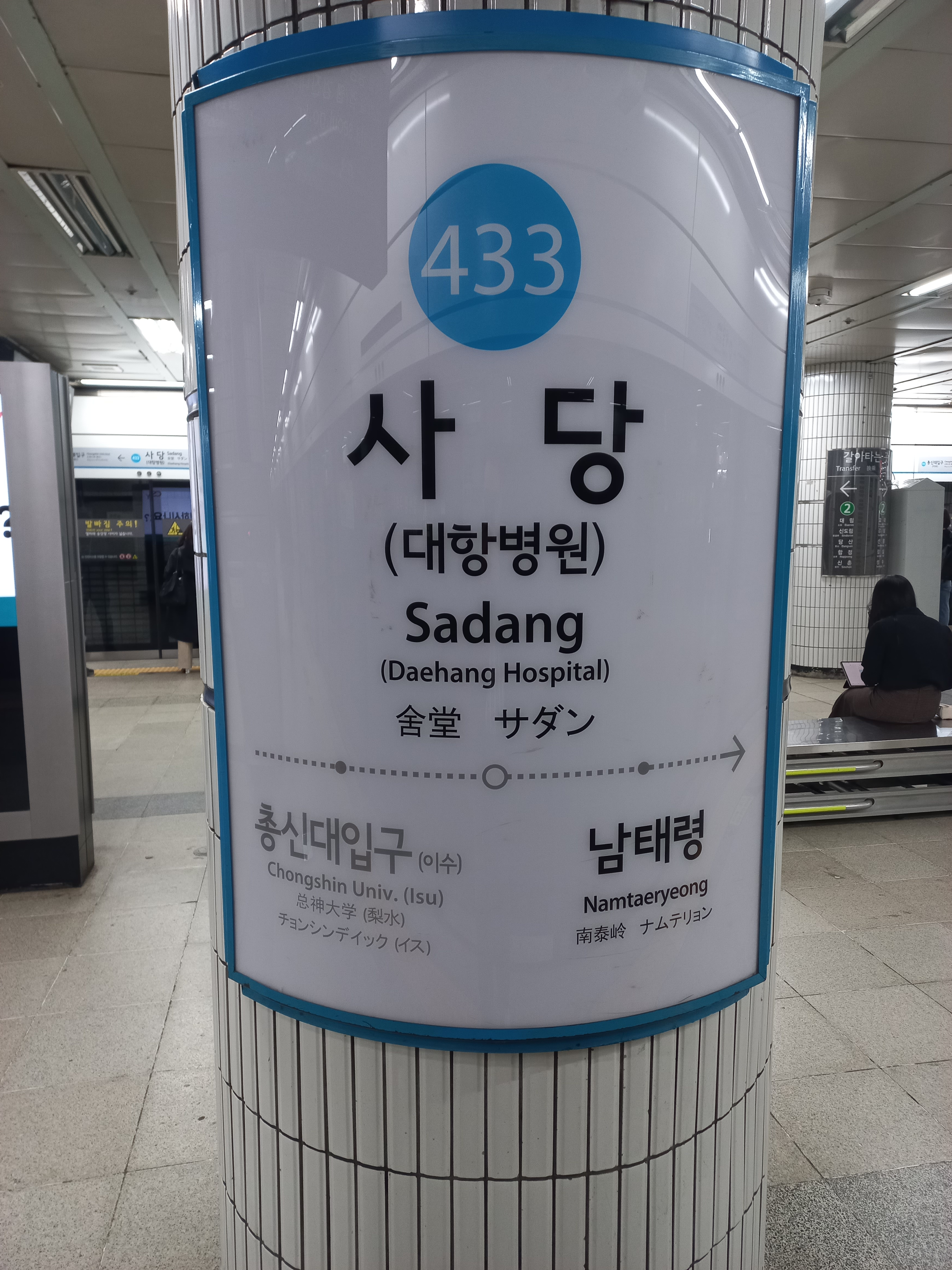
Bảng tên ga Tuyến 4
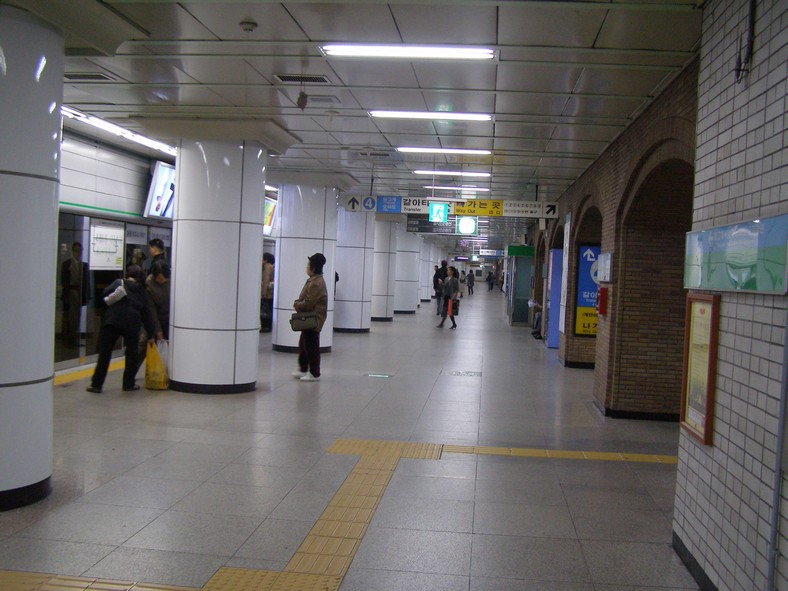
Sân ga Tuyến 2
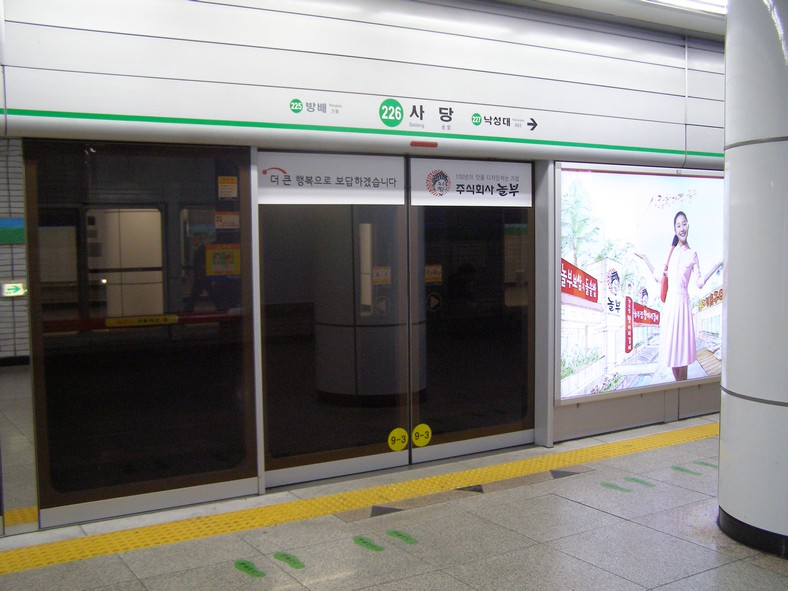
Cửa chắn sân ga Tuyến 2
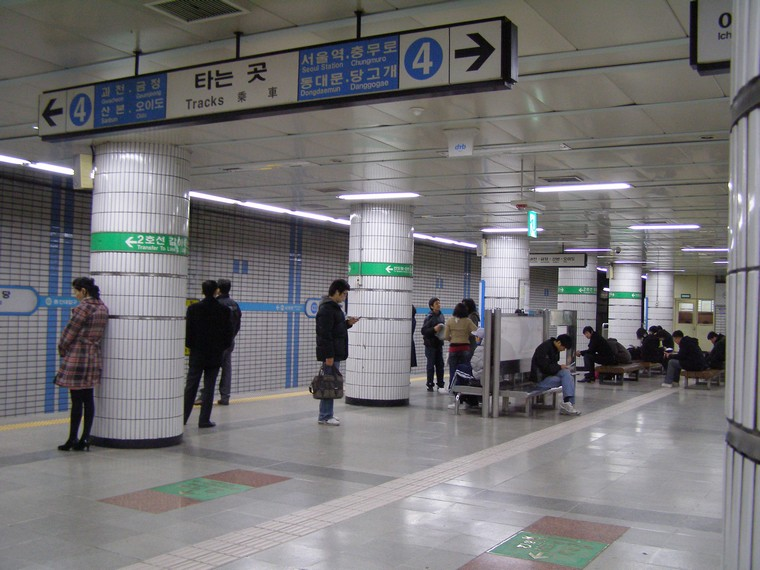
Sân ga hướng Oido tuyến 4 (trái), hướng Danggogae (phải) (Trước khi lắp đặt cửa chắn)
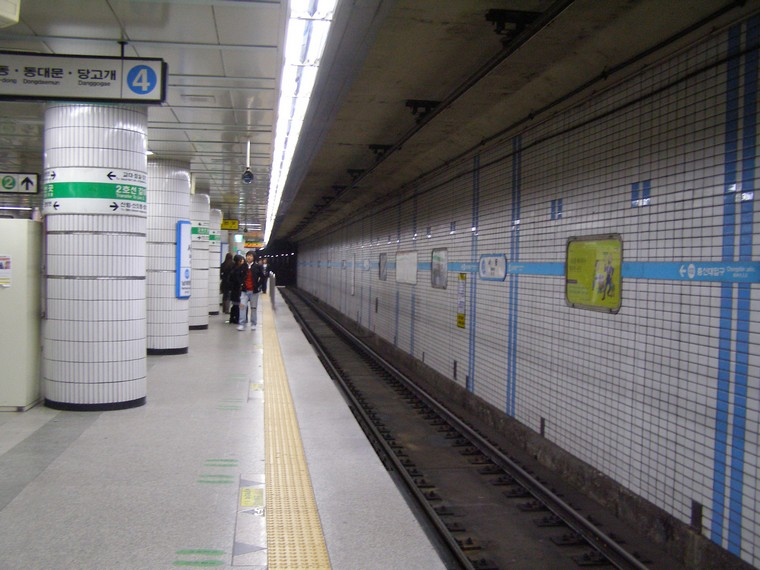
Sân ga Tuyến 4 (Trước khi lắp đặt cửa chắn)
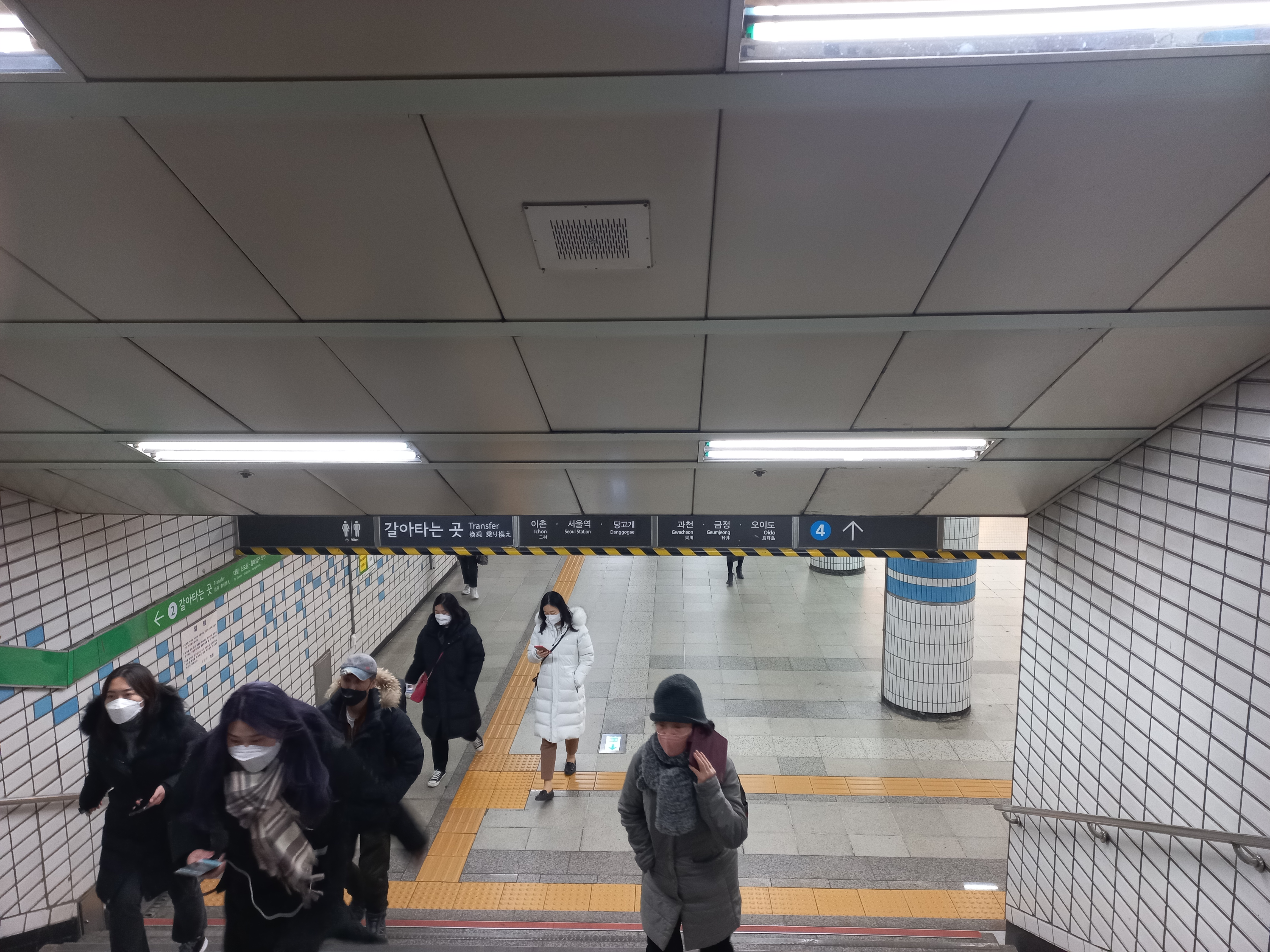
Lối đi chuyển tuyến